# Rio Porcupine
O rio Porcupine (Ch’ôonjik em língua gwich’in) é um tributário do rio Yukon, com aproximadamente 916 quilômetros de extensão, situado entre o Canadá e os Estados Unidos.

## Curso
O rio nasce na Cordilheira Ogilvie, ao norte de Dawson City, no território de Yukon, Canadá. A partir dali, flui inicialmente para o norte, atravessando a comunidade de Old Crow, depois desvia para sudoeste, cruzando a fronteira com o estado do Alasca, e deságua no rio Yukon em Fort Yukon.

## Etimologia
O nome do rio deriva da palavra gwich’in Ch’ôonjik, que significa "rio dos espinhos de porco-espinho".

## Ecologia e importância
A manada de caribus Porcupine, que habita áreas como o Refúgio Nacional de Vida Selvagem do Ártico (Arctic National Wildlife Refuge), recebe esse nome por utilizar as planícies adjacentes ao rio Porcupine como áreas de reprodução.

## Arqueologia
Há indícios (ainda contestados) da mais antiga presença humana nas Américas associados a uma caverna em um dos afluentes do rio, o rio Bluefish. Ossos de animais, aparentemente modificados por humanos, foram encontrados nas Cavernas Bluefish e datados por datação por radiocarbono entre 25 000 e 40 000 anos atrás—anteriores às datas tradicionalmente aceitas para o Povoamento das Américas.

## Navegação
O rio Porcupine é considerado uma excelente opção para viagens fluviais de iniciantes que já tenham experiência em regiões de natureza selvagem. A navegação pode ser realizada em canoa, caiaque ou bote inflável, embora ventos contrários possam dificultar a progressão para quem utiliza botes.
Um percurso clássico é navegar aproximadamente 800 quilômetros, começando no lago Summit, no Yukon, descendo pelo rio Bell até a confluência com o Porcupine, e seguindo até Fort Yukon. Este trajeto é classificado como Classe I (fácil) na escala internacional de dificuldade em rios. Entretanto, em períodos de cheias, trechos como os Cânions Upper e Lower Rampart, situados já em território americano, podem apresentar correntezas fortes e serem classificados como Classe II.